# Montague (Texas)
La census-designated place américaine de Montague (en anglais : [ˈmɔːnteɪɡ]) est le siège du comté de Montague, dans l’État du Texas. Elle comptait 304 habitants lors du recensement de 2010. Montague n’est pas incorporée.

## Source
- (en) Cet article est partiellement ou en totalité issu de l’article de Wikipédia en anglais intitulé « Montague, Texas » (voir la liste des auteurs).